# 포틀랜드 파이리츠
| 포틀랜드 파이리츠 | |
| 콘퍼런스          | 동부 콘퍼런스 |
| 디비전            | 애틀랜틱 디비전 |
| 설립연도          | 1975년 (1981년 AHL 가입) |
| 해체연도          | 2016년 |
| 역사              | 이리 블레이즈 (1975년~1982년) 볼티모어 스킵잭스 (1982년~1993년) 포틀랜드 파이리츠 (1993년~2016년) 스프링필드 선더버즈 (2016년~현재) |
| 경기장            | 크로스 인슈어런스 아레나 |
| 연고지            | 메인주 포틀랜드 |
| 상징색            | 검정, 빨강, 은, 하양 |
| 구단주            | 론 케인 |
| 단장              | 에릭 조이스 |
| 감독              | 스캇 앨런 |
| NHL 제휴          | 플로리다 팬서스 |
| ECHL 제휴         | - |
| 정규시즌 우승     | - |
| 콘퍼런스 우승     | 1 (1996) |
| 디비전 우승       | 2 (2006, 2011) |
| 칼더 컵           | 1 (1994) |
| 영구 결번         | - |

포틀랜드 파이리츠(Portland Pirates)는 미국 메인주 포틀랜드를 연고지로 하는 1993년부터 2016년까지 AHL의 동부 콘퍼런스 애틀랜틱 디비전 소속되었던 아이스 하키팀이다.
2016년 연고지를 매사추세츠주 스프링필드 (스프링필드 선더버즈)로 이전했다.

## 역대 홈경기장
| 포틀랜드 파이리츠        |                             |          |                 |                                           |
| 경기장                   | 사용기간                    | 수용인원 | 장소            | 비고                                      |
| 앤드로스코긴 뱅크 콜로세 | 2013년~2014년               | 3,677명  | 메인주 루이스턴 | 빈칸                                      |
| 크로스 인슈어런스 아레나 | 1993년~2013년 2014년~2016년 | 9,500명  | 메인주 포틀랜드 | 컴벌랜드 카운티 시빅 센터 (1977년~2014년) |